# Scopula brookesae
Scopula brookesae är en fjärilsart som beskrevs av Holloway 1976. Scopula brookesae ingår i släktet Scopula och familjen mätare. Inga underarter finns listade.